# كاتيا وويوود
كاتيا وويوود (بالألمانية: Katja Woywood)‏ هي ممثلة ألمانية، ولدت في 10 مايو 1971 ببرلين الغربية.

## وصلات خارجية
- كاتيا وويوود على موقع IMDb (الإنجليزية)
- كاتيا وويوود على موقع روتن توميتوز (الإنجليزية)
- كاتيا وويوود على موقع ألو سيني (الفرنسية)
- كاتيا وويوود على موقع ديسكوغز (الإنجليزية)
- كاتيا وويوود على موقع قاعدة بيانات الفيلم (الإنجليزية)
- كاتيا وويوود على موقع كينوبويسك (الروسية)